# バトルフィールド ハードライン
『バトルフィールド ハードライン』（Battlefield Hardline, 略称：BFHまたはBFHL）は、日本で2015年3月19日にエレクトロニック・アーツから発売された『バトルフィールドシリーズ』のFPSである。アメリカでは同年3月17日に発売された。
国家間の戦争を題材としてきたこれまでの『バトルフィールドシリーズ』とは異なり、本作では警察と犯罪者の戦いを主題としている。そのため、敵の抹殺よりも逮捕に重きが置かれ、銃撃戦は最終手段として用いられることになり、場合によっては隠れっぱなしのまま捜査を進めることも可能である。

## シングルプレイ
シングルプレイのキャンペーンモードはアメリカの犯罪テレビドラマを意識した内容になっている。たとえば、エピソードは全10章で構成されており、ひとつのエピソードを終えると次回予告が始まる演出がとられている。
プレイヤーが操作する主人公ニックは、パートナーとなるキャラクターとともに行動する。
シングルプレイのみの機能として警察バッジを見せて相手をひるませる、敵のマーキングや証拠などの分析としてスキャナーを使う、薬莢をわざと落として相手の気を引く、といったものがある。

### 登場人物
ニック・メンドーサ
本作の主人公。
マイアミ市警の刑事であり、キューバからの移民。モデルは俳優ニコラス・ゴンザレス
カイ・ミン・ダオ
パートナーの1人。
ロサンゼルス出身のベトナム系アメリカ人。モデルは俳優ケリー・フー
マーカス・ブーン
パートナーの1人。通称"ブーマー"。モデルは俳優ユージン・バード
タイソン・ラッチフォード
パートナーの1人。
マイアミでコカインを売り捌く仲買人。モデルは俳優アダム・J・ハリントン

#### 警察
ジュリアン・ドーズ
マイアミ市警の警部で本作の黒幕。警察の民営委託を画策し保安企業プリファード・アウト・カムズを起業する。モデルは俳優ベニート・マルティネス
カール・ストダード
ニックの元パートナー。
一時期はカイと組んでいた。モデルは俳優トラブィス・ウィリン

#### 犯罪者
レオ・レイ
ドラッグの売人。
警察に対してコカイン密売ルートの情報提供を行う所を、対立するギャングに襲われ逃亡する。
レミー・ネルツ
麻薬の運び屋。
自然公園の土地を利用し麻薬の輸入拠点を築いていた。
裏稼業を擬装する表の顔として日本のアニメショップのドーモロボットを経営しており、ワッフルを模した日本アニメのキャラクター『タムタム』の声優も行っていた。
ヘンリー・カーン
ガレージや車の販売店を営むコリアンマフィアのボス。
コカインを車の中に詰めてカーショップで売り捌いていた。
ニール・ローク
IT長者で、ハリウッドの豪邸に住む。
表の顔は実業家だが、その裏は麻薬の密売などに手を染める薄汚い犯罪者。モデルは俳優のマーク・ロルストン。
トニー・アルパート
南部で武装したミリシア達を纏める男。狂信的な"愛国主義者"であり、裏ビジネスで軍から横流しされた装備品などを買い漁っている。
娘を病的に溺愛しており、GPSトレーサーを付けるほど。モデルはコメディアンのフレッド・タタショア。

## マルチプレイ
本作では機種により異なるが、最大64人まで遊べる。
プレイの進展に合わせてマップが変化する「レボリューション」が、『BF4』に引き続いて搭載されている。

### クラス
オペレーター
前作までの突撃兵に相当する。
主武装はアサルトライフルおよびカービンで、サブウェポンはピストルが使用可能。
メカニック
前作までの工兵に相当する。
主武装はSMGおよびPDWで、サブウェポンはリボルバーが使用可能。
エンフォーサー
前作までの援護兵に相当する。
主武装はショットガンおよびバトルライフルで、サブウェポンはヘビーピストルが使用可能。
プロフェッショナル
前作までの偵察兵に相当する。
主武装はスナイパーライフルで、ボルトアクション方式のものとセミオート方式のものがある。サブウェポンはマシンピストルが使用可能。

### モード
コンクエスト
フラッグを獲得して陣地を奪い合うモード。
チームデスマッチ
できるだけ相手チームのメンバーを多く倒すモード。
ハイスト
現金輸送車を警護するモード。
ブラッド・マネー
現金輸送車を襲うモード。
ホットワイア
指定されたビークルを一定以上のスピードで走らせ続け、ビークルを占領するモード。
レスキュー
競技用モードの一つで、SWATチームの一員として人質を助けるモード。再出撃は不可。
クロス・ヘア
競技用モードの一つで、証人を元仲間から守るモード。証人役は参加メンバーのうちの1人から選ばれる。なお、このモードでは乗り物の使用はできない。

## 評価
ライターの津雲回転は4Gamer.netに寄せたレビューで、シングルプレイのキャンペーンモードを充実させるために警察と犯罪者の戦いを主題としたのではないかとする一方、後半のストーリーが駆け足気味だったと述べている。